# Edda Albertini
Edda Albertini (Trento, 31 maggio 1926 – Roma, 14 gennaio 1988) è stata un'attrice italiana.

## Biografia
Frequenta l'Accademia d'arte drammatica di Roma e si diploma in recitazione nel 1945, debutta nello stesso anno come giovane attrice e nel 1948 con la regia di Renato Simoni, interpreta Giulietta, al Teatro Romano di Verona, raccogliendo un grande consenso da parte del pubblico e della critica. Chiamata da Giorgio Strehler nel 1952 al Piccolo Teatro di Milano, si distingue in varie rappresentazioni, per passare sotto la guida di Enriquez al Teatro Nazionale di Roma. Nel 1958 fa parte della Compagnia Albertazzi-Proclemer, in Requiem per una monaca, contemporaneamente lavora alla prosa televisiva della Rai, con Mario Landi e Silverio Blasi, scarse invece le presenze nel cinema italiano dove inizia con la pellicola Biraghin di Carmine Gallone.

## Filmografia

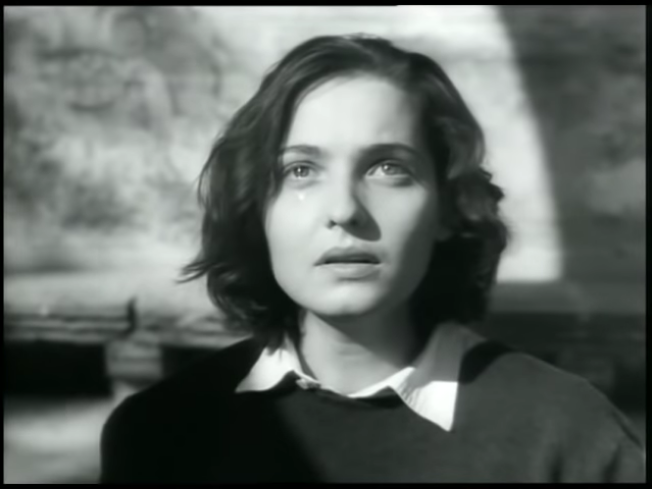
Edda Albertini nel film Monastero di Santa Chiara (1949)

- Biraghin, regia di Carmine Gallone - film (1946)
- Avanti a lui tremava tutta Roma, regia di Carmine Gallone - film (1946)
- Fiamme sul mare, regia di Vittorio Cottafavi - film (1947)
- Monastero di Santa Chiara, regia di Mario Sequi - film (1949)
- Clandestino a Trieste, regia di Guido Salvini - film (1951)
- La regina di Saba, regia di Pietro Francisci - film (1952)
- Una su 13, regia di Nicolas Gessner e Luciano Lucignani - film (1969)
- Astronave Terra - miniserie TV (1971)
- Processo al generale Baratieri per la sconfitta di Adua, regia di Piero Schivazappa - miniserie TV (1974)
- Diagnosi, regia di Mario Caiano – miniserie TV (1975)

## Teatro
- Maya, di Simon Gantillon, regia di Orazio Costa, prima al Teatro Eliseo di Roma il 24 novembre 1945.
- Giulietta e Romeo, di William Shakespeare, regia di Renato Simoni e Giorgio Strehler, prima al Teatro Romano di Verona il 26 luglio 1948.
- Cirano di Bergerac, di Edmond Rostand, regia di Raymond Rouleau, Milano, Teatro Nuovo, 11 dicembre 1953.
- Visita alla prova de l'isola purpurea di Michail Bulgakov, regia di Raffaele Maiello 1968.

## Prosa radiofonica Rai
- Santa Giovanna, di Thierry Maulnier, regia di Guido Salvini, trasmessa il 1º novembre 1951.

## Prosa televisiva Rai
- Esami di maturità, di Ladislao Fodor, regia di Mario Landi, trasmessa l'8 ottobre 1954.
- Spettri, di Henrik Ibsen, regia di Mario Ferrero, trasmessa il 28 ottobre 1954.
- I dialoghi delle Carmelitane, di Georges Bernanos, regia di Tatiana Pavlova, trasmessa il 2 novembre 1956.
- Il ventaglio di Lady Windermere , di Oscar Wilde, regia di Claudio Fino, trasmessa il 12 aprile 1957.
- Alfredino, per la serie Vivere insieme, regia di Tolusso, trasmessa nel 1967.
- Il segreto di Luca, regia di Ottavio Spadaro, trasmessa il 11 maggio 1969.
- Un mese in campagna, di Ivan Turgenev, regia di Sandro Bolchi, 24 giugno 1969.
- Il galantuomo per transazione, commedia di Giovanni Giraud, regia di Carlo Lodovici, trasmessa il 13 luglio 1973.